# Reinhold Hintermaier
Reinhold Hintermaier   (Altheim, 14 de febrer de 1956) fou un futbolista austríac de la dècada de 1980.
Va defensar els colors de clubs con SK VÖEST Linz, 1. FC Nürnberg, Eintracht Braunschweig i 1. FC Saarbrücken.
Fou 15 cops internacional amb la selecció d'Àustria i participà al Mundial de 1982.